# Замок Оберпален
Замок Оберпален (нем. Schloss Oberpahlen), ныне именуемый орденский замок Пы́лтсамаа (эст. Põltsamaa ordulinnus) — орденский замок на территории города Пылтсамаа, восточная Эстония.

## История
Замок был основан Ливонским орденом в 1272 году в качестве оборонительной крепости для крестоносцев. Во время Ливонской войны замок был оккупирован польскими войсками. В 1570—1578 годах здание замка служило официальной резиденцией принца Магнуса, который вместе с царём Иваном Грозным стремился создать Ливонское королевство.
В 1623 году король Швеции Густав Адольф подарил имение фельдмаршалу Герману Врангелю. Врангель начал переделывать замок из средневековой крепости в величественный дом позднего Возрождения. Однако во время Северной войны замок был сожжён, а интерьеры разрушены. После войны император Пётр Великий подарил замок реформатору Генриху фон Фик. В конечном итоге, он перешёл по наследству в собственность Вольдемара Иоганна фон Лаува в 1750 году, который начал масштабную реконструкцию, превратив крепость в роскошный дворец в стиле рококо. Позже в замке разместился фарфоровый завод. По прошествии времени, до земельной реформы 1919 года, замок принадлежал российскому дворянству, роду Гагариных.
В 1941 году, во время Второй мировой войны, замок был почти полностью разрушен во время авианалёта.

## Архитектура
Средневековый замок построен на берегу реки Пылтсамаа и окружён рвом. Первоначально это была квадратная крепость с тремя воротами и внутренним двором. В XIV и XV веках было сделано несколько пристроек, например, был добавлен монастырский зал и последовательно возведены стены. В трёх углах стены стояли небольшие прямоугольные башни. Внутреннее здание монастыря имело свой внутренний двор и сторожевую башню в юго-западном углу. В 16-м веке перед южными воротами пристроили бастион и пушечную башню. Также была добавлена пушечная башня для защиты северных ворот. Во время владения Германом Врангелем замок начал менять внешний вид. Замок медленно превращался из крепости в резиденцию. Врангелем были установлены камины и изразцовые печи, увеличены окна и двери, добавлен дополнительный этаж в здании. Двор также был преобразован в хозяйственный двор. Однако наиболее заметным наследием его схемы реконструкции является то, что он превратил южную пушечную башню в современную церковь, которая ещё сохранилась.
Во время Северной войны замок был сожжён, а интерьеры в значительной степени разрушены. Однако в 1772–1773 годах интерьер был заново декорирован в роскошном стиле рококо, который, возможно, был самым художественным интерьером в стиле рококо во всей Эстонии. Созданием этих интерьеров занимался мастер декора Иоганн Михаэль Графф, мастерством которого до сих пор можно восхищаться в Рундальском дворце в Латвии.
Во время бомбёжек 1941 года замок был практически разрушен. От основных построек остались только руины. Церковь, хотя и повреждённая, была восстановлена, как и некоторые пристройки.